# Róbert Gátai
Róbert Gátai, né le 26 mai 1964 à Budapest, est un escrimeur hongrois.

## Carrière
Róbert Gátai participe aux Jeux olympiques d'été de 1988 et  remporte la médaille de bronze dans l'épreuve du fleuret par équipe.